# Tomophyllum sinicum
Tomophyllum sinicum là một loài thực vật có mạch trong họ Polypodiaceae. Loài này được (H. Christ) Parris mô tả khoa học đầu tiên năm 2007.